# Porcellanola
Porcellanola is een geslacht van vlinders uit de familie visstaartjes (Nolidae). De wetenschappelijke naam van het geslacht is voor het eerst geldig gepubliceerd in 2006 door Gyula M. László, Gábor Ronkay & Thomas Joseph Witt.
De typesoort van het geslacht is Porcellanola minna László, Ronkay & Witt, 2006.

## Soorten
- Porcellanola ayutthaya László, Ronkay & Witt, 2010
- Porcellanola chakri László, Ronkay & Witt, 2006
- Porcellanola gaofengensis Hu, Wang & Han, 2014
- Porcellanola langtangi László, Ronkay & Witt, 2010
- Porcellanola lanna László, Ronkay & Witt, 2006
- Porcellanola minna László, Ronkay & Witt, 2006
- Porcellanola sukhothai László, Ronkay & Witt, 2006
- Porcellanola thai László, Ronkay & Witt, 2006
- Porcellanola thonburi László, Ronkay & Witt, 2010
- Porcellanola uthong László, Ronkay & Witt, 2010